# Giacinto Satta
Giacinto Satta, in forma estesa Satta Guiso, noto anche con lo pseudonimo di Dottor Pamfilo (Orosei, 26 giugno 1851 – Bosa, 14 gennaio 1912), è stato uno scrittore, artista, politico e docente italiano.
Particolarmente inserito nel contesto culturale nuorese, e sardo in generale, fu amico di Grazia Deledda, Sebastiano Satta e Ugo Fleres. Dal 1900 al 1903 fu sindaco del comune di Nuoro. Era prozio del compaesano oroseino Nanni Guiso.
A lui si ispirerà la Deledda nel romanzo Canne al vento per il personaggio di Giacinto Pintor, col cognome riferito proprio alla passione artistica del Satta.

## Biografia
Giacinto Satta nacque a Orosei nella potente e ricca famiglia Guiso, amministratori e delegati per conto dei lontani cugini Manca Guiso, marchesi d'Albis del feudo baroniese. Il padre era il nobile Luigi Satta e la madre era donna Paola Guiso, detentrice, insieme al fratello, dei diritti feudali locali. Aveva altri sei fratelli e una sorella, la quale, Donna Maria Antonietta, sposato un nipote di secondo grado, diverrà la nonna di Don Nanni Guiso.
Egli era un vero e proprio bohemien, il primo ad aver portato in Sardegna il messaggio impressionista d'oltralpe. Da alcuni fu definito anche "scapigliato".

### Dallo studio alle esperienze all'estero
Studiò al ginnasio di Nuoro, l'attuale Liceo ginnasio Asproni, e poi partì per la volta di Sassari per la laurea in legge. Lì, alternando studio a vita mondana, decise di trasferirsi nella capitale del Regno. Durante il suo soggiorno a Roma per gli studi in Giurisprudenza venne affascinato dal mondo della Capitale e dai suoi personaggi. Aprì quindi uno studio d'arte in via Boccaccio ed entrò a far parte, nel 1877, della redazione del Dovere. Qui conoscerà diversi personaggi influenti, tra cui alcuni legati alla Massoneria, come Giuseppe Nathan. Strinse rapporti di amicizia con diversi artisti, in particolare con il poeta Ugo Fleres (poi direttore della Galleria di Arte Moderna di Roma) e Andrea Cantalupi, assieme al quale collaborò a “La Gazzetta di Firenze”. Durante il suo soggiorno romano vi furono frequenti ma momentanei rientri in terra sarda, dove si abbandonava a lunghe passeggiate non solo nel territorio di Orosei, paese natale, ma anche nell'entroterra più montuoso e selvaggio. Furono proprie queste lunghe esperienze nella terra natia che lo ispirarono a scrivere e a mettere in prosa i suoi pensieri e i suoi appunti. Testimonianza dei momenti oroseini sono il racconto Un matrimonio alla macchia e il breve diario Orosei. Note di Viaggio, pubblicati entrambi nel 1878 sulla Rivista economica della Sardegna con lo pseudonimo di "G. Attas". Delle passeggiate montane, invece, rimane un blocchetto di appunti e schizzi a matita sull'escursione del settembre 1883, un lungo percorso che passò per Desulo, Tonara, Belvì, Aritzo, Gadoni, Ussassai, Gairo, Osini, Seui, Sadali ed Esterzili.
Grazie ad una sua lettera del 12 gennaio 1910 al suo amico Ugo Fleres, allora direttore della Galleria nazionale d'arte moderna e contemporanea di Roma, si sa che lasciò Roma nel 1885 per rientrare in Sardegna, dove concluse gli studi in giurisprudenza presso la Regia Università di Cagliari. senza particolare entusiasmo. Si trasferì a Parigi dal 1889 al 1892. Lì collaborò come corrispondente per il Secolo d'Italia. Nella capitale francese collaborò anche con giornali locali borghesi come il Petit National e il Cocarde. Durante lo stesso periodo fece anche un breve soggiorno a Londra, dove per vivere insegnava francese e italiano in un istituto privato. Seguirono viaggi dalla Spagna alla costa dell'Africa (visitando Algeri, Tunisi e Tripoli, ma non solo), fino a spingersi brevemente in Eritrea.
Nel febbraio e marzo del 1892 è a Sassari per partecipare alla Esposizione Artistico Umoristica e, il 10 marzo, riceve il  "Diploma di seconda classe Sez.ne Pittura paesaggio" dal Comitato per l'Esposizione Artistico-urbanistica di Sassari, il suo primo riconoscimento come artista.

### Il ritorno in Sardegna
Ma è nel 1893 che, «vinto dalla nostalgia delle nostre montagne odoranti di timo e mirto e rosmarino, dal nostro bel sole scottante...», infine rientrò «in Sardegna e non mi possi più». Si trasferì quindi a Nuoro, dove iniziò a insegnare francese al Ginnasio della città ma continuò a scrivere, disegnare e a vivere una vita altamente connessa con la comunità artistica e culturale locale, tanto che nello stesso anno Grazia Deledda, sua prima grande ammiratrice, ottiene quattro acquerelli per illustrare le novella Mal occhio. La stessa Deledda, nella descrizione in Canne al vento della festa presso il Santuario di Nostra Signora del Rimedio, citata e finemente descritta ne Un matrimonio alla macchia. In più, il personaggio di Giacinto Pintor, nel medesimo romanzo, si ispira proprio al Satta.
In questi anni nell'Atene sarda, Stringe amicizia con Sebastiano Satta e Antonio Ballero con i quali siede nel consiglio comunale di Nuoro, dopo essere stato prima assessore e poi consigliere comunale, con a fianco in consiglio Sebastiano Satta, zio dell'amico Salvatore. Successivamente, nel 1900 diventa sindaco.
Nel 1901, nella giornata del 30 dicembre, viene ammesso come socio ordinario nella prestigiosa Società Geografica Italiana, forse grazie ai suoi riconosciuti racconti dettagliati e precisi sull'Africa.
La vita politica dura poco: il suo carattere poco incline ai compromessi, facile agli scontri e alle polemiche crea, ben presto, intorno a lui, un clima difficile di conflitto ed ostilità, tanto che i suoi avversari si adoperano per privarlo, per ritorsione, dell’insegnamento e del ruolo. Nel 1903 è costretto a dimettersi dall'incarico l'11 ottobre, a causa dei forti contrasti con l'avvocato Giuseppe Pinna, al tempo consigliere comunale poi diventato deputato nel Parlamento Nazionale. Pinna fece di tutto anche per ostacolare anche la carriera di insegnante durata 10 anni consecutivi, tanto che Satta, per riottenerla, dovette accettare sedi più distanti e disagiate, come Oristano (presso il Ginnasio dal 1908 al 1910), Tempio, e infine Bosa.
Nel febbraio del 1904 gli nasce l’unica figlia naturale Luigia. Ritorna al giornalismo e alla pittura. Gli anni tra il 1903 e il 1907 sono quelli più proficui. Collabora, intorno al 1905, per la Compagnia Reale delle Ferrovie Sarde, alla illustrazione della Guida-Orario illustrata. Ferrovie della Sardegna di cui realizza la copertina e alcune illustrazioni interne; nel 1906 esegue quattro acquerelli per il racconto Ballora di Grazia Deledda, pubblicato per la prima volta nel vol. XI di Almanacco Italiano.
Nel 1907 pubblica il romanzo storico Il tesoro degli angioini.
A Bosa, Satta si spense il 15 gennaio del 1912, all'età di 60 anni.

## Carriera artistica
Dopo le esperienze come corrispondente giornalistico all'estero e i contatti con realtà editoriali a Roma, Parigi e Londra, la carriera da artista di Giacinto Satta accompagnerà sempre la sua vita, seppur parallela a quella dell'insegnamento.
I suoi viaggi e le sue esperienze di vita lo hanno reso un personaggio eclettico, artista su più fronti e in grado di confrontarsi con diverse realtà e personaggi. Con una notorietà crescente a partire dal 1878 (anno de Un matrimonio alla macchia e Orosei. Note di viaggio) la sua vita e i suoi viaggi, ma anche il suo originale punto di vista, lo portarono a tradurre queste esperienze in rapidi appunti o schizzi, che poi si trasformassero in racconti, romanzi, disegni a matita o china, olii o dipinti in varie tecniche, e rifacendosi a diversi stili, ma tutti comunque rifacenti all'Impressionismo
Dalle sue impressioni di Londra è presente un albo di schizzi, acquerelli e qualche scritto rimasto inedito, così come dalla Spagna arriva l'ispirazione per il romanzo Il Tesoro degli Angioini. Nel breve racconto Inventori ed... inventori pubblicato nella Domenica del Corriere col nome di "Dr. Panfilo". Sull'Eritrea scrisse due racconti per La Nuova Sardegna, illustrati, dal titolo Nasser el Hadgin e Il Mio leone.
Il suo stile era particolarmente amato dai lettori sardi, tanto che il suo romanzo d'appendice I misteri di Sassari del 1904 per la Nuova Sardegna, piacque così tanto che le prime puntate andarono presto esaurite e furono stampati dei supplementi speciali, stessa accoglienza poi fu riservata per Il Tesoro degli Angioini, addirittura illustrato dall'autore stesso con disegni a china.
Per la Deledda produrrà 4 acquerelli illustrativi per Mal occhio nel 1893 e altri quattro poi nel 1906 per la novella Ballora.

### Mostre e riconoscimenti
Nel 1933 viene omaggiato da Luigi Falchi, amico suo, di Salvatore Satta e della Deledda, in un breve saggio.
Il 24 gennaio del 1953, a Cagliari viene inaugurata una sua retrospettiva con esposte per la prima volta una cinquantina di opere tra quadri a olio, acquerelli e disegni. La mostra era organizzata dagli "Amici del Libro" di Cagliari, che in contemporanea gli dedicano un intero numero della rivista Il Convegno.
Nel 1993 il Centro Studi Giuseppe Guiso dedica un'importante mostra dove vengono esposte buona parte delle oltre 140 opere rinvenute e inserite catalogo realizzato, intitolato Incontro con Giacinto Satta.

### Stile
Satta si distingueva dai suoi colleghi isolani sia per lo stile – che evidentemente risentiva della lezione dell’Impressionismo – sia per i soggetti proposti.
Se quelli più originali – come le ballerine, gli interni dei caffè o i luminosi paesaggi ritratti en plein air – tradivano maggiormente l’influenza d’oltralpe, anche quelli più familiari, come i bozzetti di vita campestre e agropastorale, denunciavano la peculiarità dello sguardo dell’artista. Cosmopolita e disincantato, a differenza degli altri pittori era interessato a fissare sulla carta quel microcosmo rurale di cui ormai, con onesta rassegnazione, aveva presagito l’imminente e inesorabile scomparsa.
Per questo il suo stile poteva divenire talvolta analitico e documentaristico, in una osservazione del contesto e del folklore sardo condotta con piglio quasi etnografico, senza alcuna intenzione celebrativa o mitizzante. I soggetti di carattere popolare lo interessavano anche in virtù del suo impegno civile e politico, animato come era dalla convinzione che le classi sociali meno abbienti meritassero un riscatto a livello economico e culturale.

## Opere
- • Un matrimonio alla macchia, Rivista Economica della Sardegna, II, luglio-agosto 1878.
- • Orosei. Note di viaggio, Rivista Economica della Sardegna, II, settembre-ottobre 1878.
- • Un nuovo libro sull’Italia. “Sensations d'Italie” di P. Bourget, Vita Sarda, I, 16, 24 ottobre 1891.
- • Al di là dal Cenisio, La Nuova Sardegna, 21 marzo 1896.
- • Giornali e giornalisti d’oltre Cenisio, La Nuova Sardegna, dal 18 aprile 1897 al novembre 1898.
- • Nasser-el-Hadjin. Impressioni d'una gita a Berber, La Nuova Sardegna, 10 novembre 1899.
- • Nasser-el-Hadjin. Impressioni d'una gita a Berber, La Nuova Sardegna, 11 novembre 1899.
- • Nasser-el-Hadjin. Impressioni d'una gita a Berber, La Nuova Sardegna, 13 novembre 1899.
- • Il mio leone. Ricordi di caccia nell'Hamasen (Eritrea), La Nuova Sardegna, 15 gennaio 1900.
- • Il mio leone. Ricordi di caccia nell'Hamasen (Eritrea), La Nuova Sardegna, 16 gennaio 1900.
- • Il mio leone. Ricordi di caccia nell'Hamasen (Eritrea), La Nuova Sardegna, 17 gennaio 1900.
- • A Tripoli. Inventori… e inventori, La Domenica del Corriere, 2 febbraio 1902.
- • L'Enigma (romanzo), La Nuova Sardegna, 30 dicembre 1903.
- • L'Enigma (romanzo), La Nuova Sardegna, 31 dicembre 1903.
- • L'Enigma (romanzo), La Nuova Sardegna, 1 gennaio 1904.
- • L'Enigma (romanzo), La Nuova Sardegna, 2 gennaio 1904.
- • L'Enigma (romanzo), La Nuova Sardegna, 3 gennaio 1904.
- • L'Enigma (romanzo), La Nuova Sardegna, 4 gennaio 1904.
- • L'Enigma (romanzo), La Nuova Sardegna, 7 gennaio 1904.
- • L'Enigma (romanzo), La Nuova Sardegna, 8 gennaio 1904.
- • L'Enigma (romanzo), La Nuova Sardegna, 9 gennaio 1904.
- • L'Enigma (romanzo), La Nuova Sardegna, 10 gennaio 1904.
- • I misteri di Sassari, Sassari, Tipografia della La Nuova Sardegna, 1904.
  - G. Satta, I misteri di Sassari, Sassari, Delfino, 2012;
  - G. Satta, I misteri di Sassari, Sassari, Dessì, 1971 (edizione anastatica della prima edizione 1904);
- • Il Tesoro degli angioini, Sassari, Tipografia della La Nuova Sardegna, 1907
  - G. Satta, Il tesoro degli Angioini, La Biblioteca della Nuova Sardegna, 2003
  - G. Satta, Il tesoro degli Angioini , Sassari, Dessì, 1971 (edizione anastatica della prima edizione 1907);
- • Santa Giusta, L'Unione Sarda, 14 maggio 1909.
- • L’Enigma e altri scritti, con prefazione di N. Tanda, postfazione di M. Carta, Sassari, Edes, 1997.